# Wodnika
La wodnika (gen. Wodnika) è un pesce cartilagineo estinto, appartenente agli ctenacanti. Visse nel Permiano superiore (circa 259 - 255 milioni di anni fa) e i suoi resti fossili sono stati ritrovati in Europa (Germania e Russia) e in Nordamerica (Alaska).

## Descrizione
Questo animale è uno dei pochi pesci cartilaginei del Permiano ad essere noto per resti più o meno completi. Era simile a un piccolo squalo dal corpo snello, e la lunghezza era di circa un metro. La dentatura di Wodnika era particolare: i denti erano infatti molto appiattiti e non erano ricoperti di smaltoide (una sostanza simile allo smalto dentale tipica di molti squali). La morfologia corporea di Wodnika, tuttavia, era quella tipica degli ctenacanti: le due pinne dorsali, a forma di mezzelune ben sviluppate, erano precedute ognuna da una spina simile a quelle di altri ctenacanti come Sphenacanthus; le pinne anale e caudale erano nettamente separate, mentre quelle pelviche e pettorali erano molto sviluppate. L'articolazione delle pinne pettorali non era tribasale (al contrario di Sphenacanthus) e le pinne dorsali erano prive di cartilagini basali. 

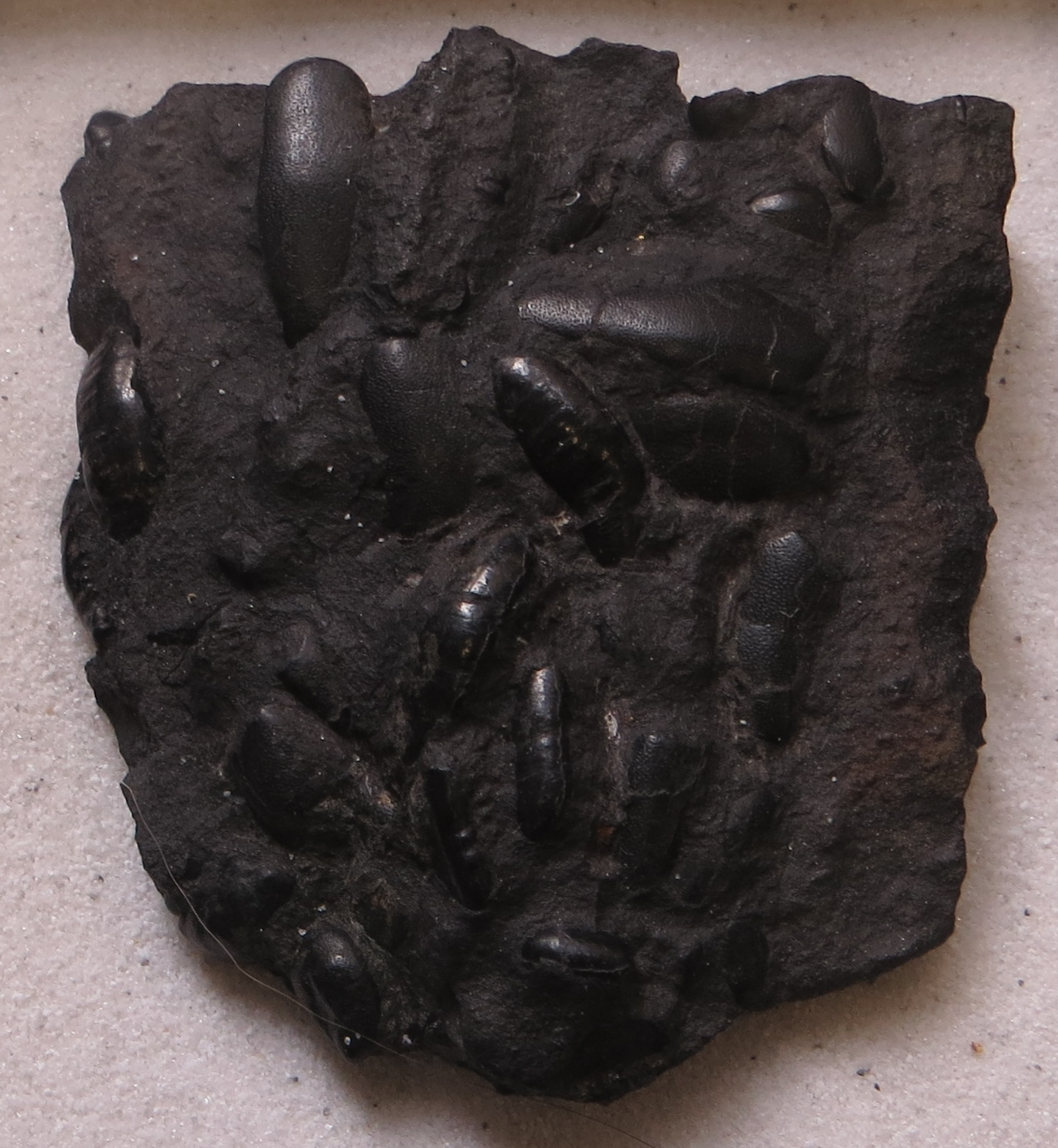
Denti fossili di Wodnika althausi

## Classificazione
Wodnika venne descritto per la prima volta nel 1840 da Muenster, sulla base di fossili isolati di denti provenienti dal Permiano superiore nei pressi di Richelsdorf, in Germania. La specie tipo è Wodnika althausi; successivamente lo stesso Muenster descrisse un'altra specie, Wodnika striatula, proveniente dallo stesso giacimento. A quest'ultima specie sono stati ascritti fossili completi rinvenuti in seguito. Un'altra specie, W. borealis, è nota per una spina di una pinna dorsale proveniente dall'Alaska (Maisey, 1982).
Wodnika è considerato un rappresentante degli ctenacanti, un gruppo di squali tipici del Paleozoico, dotati di pinne pettorali e dorsali che preannunciano quelle dei neoselachi (gli squali di tipo moderno). Wodnika, in particolare, è considerato un membro della famiglia degli Sphenacanthidae, comprendente forme di dimensioni contenute, come Sphenacanthus. Sembra che Wodnika, nonostante sia vissuto molto dopo Sphenacanthus (Carbonifero inferiore), fosse ben più primitivo, a causa dell'articolazione delle pinne pettorali non tribasale e della mancanza di cartilagini basali per le pinne dorsali.

## Paleobiologia
Wodnika doveva essere un nuotatore agile che si cibava di organismi dal guscio duro, come suggerirebbero i forti denti appiattiti e rugosi.